# Da Vinci's Demons
Da Vinci's Demons (ou Les Démons de De Vinci au Québec) est une série télévisée américaine en 28 épisodes d'environ 50 minutes créée par David S. Goyer et diffusée entre le 12 avril 2013 et le 26 décembre 2015 sur la chaîne Starz aux États-Unis et depuis le 14 juin 2013 sur Super Channel au Canada.
En France, la série est diffusée depuis le 17 mai 2014 sur France 4 mais amputée d'environ dix minutes par rapport à la version originale; et au Québec, à partir du 4 novembre 2014 sur Ztélé (les 2 premières saisons seulement).

## Synopsis
Au XVe siècle, à Florence, Léonard de Vinci est un jeune homme de 25 ans, exubérant et génial inventeur qui se sent un peu coincé dans son époque. Non seulement il voit le futur, mais peut l'inventer.

## Distribution

### Acteurs principaux
- Tom Riley (VF : Axel Kiener) : Léonard de Vinci
- Laura Haddock (VF : Hélène Bizot) : Lucrezia Donati
- Blake Ritson (VF : Jean-Marco Montalto) : Comte Girolamo Riario
- Elliot Cowan (VF : Bruno Magne) : Lorenzo de Medicis
- Lara Pulver (VF : Laurence Crouzet) : Clarisse Orsini
- James Faulkner (VF : Georges Claisse) : Sixte IV (récurrent saison 1, principal saisons 2 et 3)
- Gregg Chillin (VF : Mathieu Buscatto) : Zoroastre (récurrent saisons 1 et 2, principal saison 3)

### Acteurs récurrents
- Nicholas Rowe (VF : Philippe Siboulet) : le cardinal Orsini
- Eros Vlahos (en) (VF : Gabriel Bismuth-Bienaimé) : Niccolo « Nico » Machiavelli
- Hera Hilmar (VF : Ludivine Maffren) : Vanessa Moschella
- David Schofield (VF : François Barbin) : Piero de Vinci
- Nick Dunning (VF : Jean-Philippe Puymartin) : Lupo Mercuri
- Alexander Siddig (VF : Maurice Decoster) : Aslan Al-Rahim
- Tim Faraday (VF : Jean-Marc Charrier) : Black Martin
- Jason Langley (VF : Stéphane Marais) : l'officier Bertino
- David Sturzaker (en) (VF : Stéphane Pouplard) : Bernardo Baroncelli (saison 1)
- Paul Westwood : Niccolò Ardinghelli
- Michael Elwyn (VF : Achille Orsoni) : Gentile Becchi (saison 1)
- Tom Bateman (VF : Damien Ferrette) : Julien de Médicis (saison 1-2)
- Elliot Levey (en) (VF : Vincent de Bouard) : Francesco Pazzi (saison 1-2)
- Allan Corduner (VF : Michel Dodane) : Andrea Verrocchio (saison 1-2)
- Estella Daniels (en) (VF : Annie Milon) : Zita (saison 1-2)
- Ian Pirie (es) (VF : David Kruger) : le capitaine Dragonetti (invité saison 1; récurrent saison 2-3)
- Vincent Riotta (en) (VF : Pierre Forest) : Federico de Montefeltro (saison 1-2)
- Lee Boardman (en) (VF : Patrick Béthune) : Amerigo Vespucci (saison 2)
- Matthew Marsh (VF : Patrick Raynal) : le roi Ferdinand I (saison 2)
- John Hollingworth (en) (VF : Xavier Béja) : Francesco Sassetti (saison 2)
- Tom Wu (VF : Pascal Nowak) : Quon Shan (saison 2)
- Raoul Trujillo : Sapa Inca (saison 2)
- Richard Sammel : Hartweg (saison 2)
- Carolina Guerra (VF : Céline Mauge) : Ima Quechua (saison 2)
- Jeany Spark (VF : Karine Pinoteau) : Ippolita Maria Sforza (saison 2)
- Shaun Parkes (VF : Frantz Confiac) : Solomon Ogbai (saisons 1–2)
- Raymond Coulthard (en) (VF : Bernard Bollet) : Jacob Pasha (saison 2)
- Akin Gazi (VF : Raphaël Cohen) : Bayezid (saison 2-3)
- Sasha Behar (en) : mère de Leonardo (saison 2-3)
- Kieran Bew (VF : Anatole de Bodinat) : Alfonso (saison 2-3)
- Ray Fearon (VF : Daniel Lobé) : Carlo de Médicis (saison 2-3)
- Simone Lahbib : Laura Cereta (saison 3)
- Paul Freeman : l'architecte (saison 3)
- Jude Wright : Andrea Da Vinci (saison 3)
- Dafydd Emyr : Capitaine du Labyrinthe (saison 3)
- Sabrina Bartlett : Sophia (saison 3)

- Version française
  - Société de doublage : Nice Fellow[5],[6]
  - Direction artistique : Cyrille Artaux[6]
  - Adaptation des dialogues : Françoise Maulny-Lévy, Stéphane Salvetti et Marie-Isabelle Chigot[6]

 Source et légende : version française (VF) sur RS Doublage et Doublage Séries Databse

## Production
Le projet de série de David S. Goyer débute fin août 2011. Huit épisodes ont été commandés en octobre par Starz et BBC Worldwide. La série sera tournée au Pays de Galles, et la musique sera composée par Bear McCreary.
Le casting principal débute en janvier 2012, avec entre autres Tom Riley dans le rôle principal, suivi en mars par Laura Haddock, et en juin par Lara Pulver. En novembre, le reste de la distribution est révélée, dont Elliot Cowan et Blake Ritson.
Le 17 avril 2013, soit cinq jours après la diffusion du premier épisode, la série a été renouvelée pour une deuxième saison, pour le printemps 2014.
Le 6 mai 2014, la série a été renouvelée pour une troisième et dernière saison de dix épisodes, diffusée à l'automne 2015.

## Épisodes

### Première saison (2013)
1. Le Pendu (The Hanged Man)
2. Le Serpent (The Serpent)
3. Le Prisonnier (The Prisoner)
4. Le Magicien (The Magician)
5. La Tour (The Tower)
6. Le Démon (The Devil)
7. Le Pape (The Hierophant)
8. L'Amoureux (The Lovers)

### Deuxième saison (2014)
Elle a été diffusée du 22 mars 2014 au 31 mai 2014.
1. Le Sang de l'Homme (The Blood of Man)
2. Frères de sang (The Blood of Brothers)
3. Les Damnés (The Voyage of the Damned)
4. Les Confins de la Terre (The Ends of the Earth)
5. Le Soleil et La Lune (The Sun and the Moon)
6. La Corde des Morts (The Rope of the Dead)
7. L'Écrin céleste (The Vault of Heaven)
8. Tombés du ciel (The Fall From Heaven)
9. Les Ennemis de l'Homme (The Enemies of Man)
10. Les Péchés de Dédale (The Sins of Daedalus)

### Troisième saison (2015)
Elle a été diffusée depuis le 24 octobre 2015.
1. Toujours infidèle (Semper infidelis)
2. L'Ange exterminateur (Abbadon)
3. Modus Operandi (Modus Operandi)
4. Le Fil d'Ariane (The Labrys)
5. L'Armure sans faille (Anima Venator)
6. Le Libre arbitre (Liberum Arbitrium)
7. De ses propres ailes (Alis Volat Propiis)
8. La Révélation de la machine (La Confessione Della Macchina)
9. La Colère des anges (Angelus Iratissimus)
10. Ultime bataille (Ira Deorum)

## Censure de la version française
Les épisodes originaux ont tous été amputés de près de 8 minutes lors de leur diffusion sur France 4. La durée de 58 minutes a donc été réduite à 50. Ce sont ces mêmes épisodes qui ont été édités par France Television Distribution en DVD et Blu-ray.

## Accueil
La série a été fraîchement accueillie, notamment par l'hebdomadaire Le Nouvel Observateur.
La saison 1 a été bien reçue par la critique. Le site spécialisé Rotten Tomatoes lui a attribué 63% d'avis favorables basé sur 30 critiques, avec une moyenne de 6.2/10.
Metacritic lui a attribué un score de 62/100 basé sur 27 critiques, ce qui indique un avis généralement positif.
La saison 2 a aussi été bien reçue. Rotten Tomatoes lui attribue 100 % d'avis favorables sur 6 critiques avec une moyenne de 7.8/10.
Metacritic lui donne un score de 69/100 basé sur 4 critiques qui indique un avis positif.

### Audiences
audiences en millions de téléspectateur
| Saison | Nombre d'épisode | Nombre d'épisode | Nombre d'épisode | Nombre d'épisode | Nombre d'épisode | Nombre d'épisode | Nombre d'épisode | Nombre d'épisode | Nombre d'épisode | Nombre d'épisode | Moyenne | réf.   |
| Saison | 1                | 2                | 3                | 4                | 5                | 6                | 7                | 8                | 9                | 10               | Moyenne | réf.   |
| ------ | ---------------- | ---------------- | ---------------- | ---------------- | ---------------- | ---------------- | ---------------- | ---------------- | ---------------- | ---------------- | ------- | ------ |
| 1      | 1,042            | 0,503            | 0,382            | 0,419            | 0,464            | 0,548            | 0,451            | 0,379            | —                | —                | 0.525   | [ 25 ] |
| 2      | 0,578            | 0,391            | 0,408            | 0,432            | 0,426            | 0,255            | 0,340            | 0,420            | 0,439            | 0,435            | 0.414   | [ 25 ] |
| 3      | 0,238            | 0,250            | 0,233            | 0,231            | 0,201            | 0,191            | 0,102            | 0,120            | 0,120            | 0,202            | 0.189   |        |

## Récompenses et nominations
| Année | Prix                      | Catégorie                                                          | Travail nommé    | Résultat   | réf.   |
| ----- | ------------------------- | ------------------------------------------------------------------ | ---------------- | ---------- | ------ |
| 2013  | Creative Arts Emmy Awards | Outstanding Main Title Design (meilleur générique)                 | Da Vinci's Demon | Lauréat    | [ 26 ] |
| 2013  | Creative Arts Emmy Awards | Outstanding Main Title Theme Music(meilleure musique de générique) | Da Vinci's Demon | Lauréat    | [ 26 ] |
| 2013  | Creative Arts Emmy Awards | Outstanding Special Visual Effects (meilleur effets visuels)       | Da Vinci's Demon | Nomination | [ 26 ] |
| 2014  | BAFTA Cymru               | Best Actor (meilleur acteur)                                       | Tom Riley        | Lauréat    | [ 27 ] |
| 2014  | BAFTA Cymru               | Best Production Design (meilleur design)                           | Edward Thomas    | Nomination | [ 27 ] |
| 2014  | BAFTA Cymru               | Best Costume Design ((meilleur design des costumes)                | Annie Symons     | Nomination | [ 27 ] |